# Gloeocapsa
Gloeocapsa (глеокапса; од грчког gloia што значи лепак и латинског capsa што значи кутија, бокс) је род модрозелених бактерија (алги). Припада реду Chroococcales (хроококалес). Врсте овога рода су прокариотски колонијални организми. Ово су фотоаутотрофни организми и од хлорофила садрже хлорофил a. Гасна вакуола је пронађена само код једне планктонске врсте.
Око сваке ћелије, као и око целе колоније, налази се добро развијен галертни омотач. Појединачне колоније су углавном сферног облика, и углавном се налазе приљубљене у већој маси. Ћелије су углавном сферног облика, ређе елипсасте или издужене. У колонији су ћелије неправилно распоређене. Врсте које живе у води најчешће имају безбојан омотач, док оне које живе ван воде имају обојен омотач. Омотач је најчешће жуте, жуто-смеђе, наранџасте, црвене, плаве или љубичасте боје. Обојеност омотача потиче од глеокапсина, а различита обојеност настаје због различитих услова животне средине. Постоји мишљење да различита обојеност потиче због различите изложености сунчевом зрачењу као и да потиче од различите pH вредности средине. Одвајањем појединачних ћелија или групе из колоније образују се нове колоније.
Размножавају се деобом ћелије. Галертни омотач се не дели, већ остаје, а ћерке ћелије убрзо по деоби саме стварају свој омотач. Врсте из овога рода су широко распрострањене широм света и живе на влажним стенама, камењу и другим чврстим подлогама где граде галертне превлаке, као и у слаткој води, причвршћене за стеновиту подлогу, а ређе као планктонски организми. 
Врсте овога рода су значајне, јер представљају примарне продуценте органског материјала у води. Такође су битне јер вршећи фотосинтезу везују угљен-диоксид а ослобађају кисеоник. Неке врсте у симбиози са гљивама граде лишајеве.

## Врсте
Списак врсти према сајту  (45 потврђених врста и 39 спорних)
| Потврђене | Спорне |
| --- | --- |
| - 1927 - 1843 - 1952 - () 1900 - () 1865 - 1945 - 1920 - 1925 - () 1849 - 1898 - 1927 - 1865 - 1927 - 1845 - 1843 - (A. Braun)Richter in Wille 1925 - () 1849 - () 1849 - () 1943 - () 1845 - 1849 - 1944 - 1849 - 1865 - 1927 - 1927 - 1857 - 1995 - 1927 - 1849 - () 1846 - 1895 - 1845 - 1849 - 1893 - () 1843 - 1845 - () 1966 - 1872 - 1927 - 1852, син. - () 1959 - 1964 - () 1865 - 1882 | - 1849 - 1881 - 1954 - 1854 - 1843 - 1846 - 1867 - 1846 - 1929 - 1861 - 1936 - 1849 - 1895 - 1895 - 1849 - () 1869 - () 1846 - () 1846 - 1843 - 1972 - 1931 - () 1865 - 1863 - 1849 - 1843 - 1925 - 1846 - 1846 - -{Gloeocapsa www.cyanodb.czquaternata (Brébisson) 1846 - 1846 - 1843 - 1843 - 1859 - 1849 - 1846 - () 1843 - 1843 - 1843 - 1849 |

Списак врсти према сајту  (91 врста)
|  |  |  |